# Нове Варпно
Нове Варпно (пол. Nowe Warpno, нім. Neuwarp) — місто в північно-західній Польщі, розташоване у Щецінській затоці. Знаходиться на польсько-німецькому кордоні, поблизу міста Уккермунд.
На 31 березня 2014 року, у місті було 1 221 жителів.

## Демографія
Демографічна структура станом на 31 березня 2011 року:
|          | Загалом | Допрацездатний вік | Працездатний вік | Постпрацездатний вік |
| -------- | ------- | ------------------ | ---------------- | -------------------- |
| Чоловіки | 615     | 127                | 445              | 43                   |
| Жінки    | 638     | 125                | 389              | 124                  |
| Разом    | 1253    | 252                | 834              | 167                  |